# Грищенко, Тимофей Иванович
Тимофей Иванович Грищенко (1919—1978) — советский военный. В Рабоче-крестьянской Красной Армии и Советской Армии служил с 1939 по 1969 год. Участник Великой Отечественной войны. Полный кавалер ордена Славы. Воинское звание — гвардии капитан.

## Биография

### До призыва на военную службу
Тимофей Иванович Грищенко родился 10 июня 1919 года в селе Большая Ольшанка Васильковского уезда Киевской губернии Украинской ССР (ныне село Великая Ольшанка Васильковского района Киевской области Украины) в семье рабочего. Украинец. В 1937 году окончил восемь классов школы. Затем получил профессиональное образование в школе фабрично-заводского ученичества и на курсах школы мастеров социалистического труда в Киеве. С 1939 года работал станочником на Киевском деревообрабатывающем комбинате.

### На фронтах Великой Отечественной войны
В ряды Рабоче-крестьянской Красной Армии Т. И. Грищенко был призван в октябре 1939 года. На фронтах Великой Отечественной войны Тимофей Иванович с августа 1942 года в составе 84-го гвардейского стрелкового полка 33-й гвардейской стрелковой дивизии 62-й армии. Боевое крещение принял в Сталинградской битве. В сентябре 1942 года 33-я гвардейская стрелковая дивизия была выведена на переформирование в Тамбов, но уже через два месяца в составе 2-й гвардейской армии вновь вернулась на Сталинградский фронт. В ноябре-декабре 1942 года Тимофей Иванович участвовал в операции «Кольцо». С января 1943 года воевал на Южном фронте. В составе своего подразделения освобождал Цимлянский, Николаевский, Константиновский, Семикаракорский и Багаевский районы Ростовской области, город Новочеркасск, посёлок Матвеев-Курган. Затем участвовал в прорыве немецких линий обороны Миус-фронт и Вотан, освобождении Донбасса и Приазовья, форсировании залива Сиваш. Особенно отличился гвардии старшина Т. И. Грищенко во время боёв за город Севастополь.

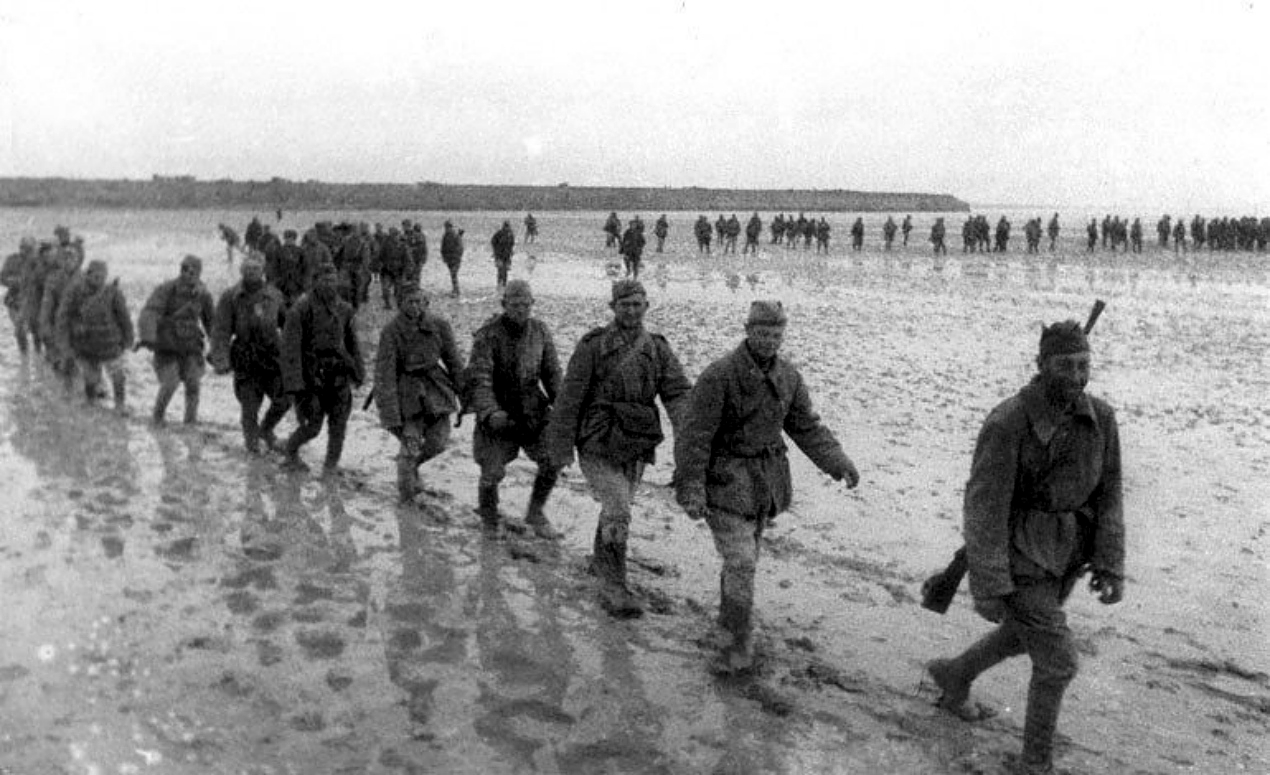
Подразделения Красной Армии форсируют Сиваш

### Орден Славы III степени
12 апреля 1944 года подразделения 33-й гвардейской стрелковой дивизии в составе 55-го стрелкового корпуса 2-й гвардейской армии 4-го Украинского фронта перешли в наступление в рамках Крымской операции. Освободив Красноперекопский район, города Симферополь и Бахчисарай, к 17 апреля гвардейцы полковника П. М. Волосатых вышли на подступы к Севастополю в районе посёлка Камышлы. На пути дивизии лежали сильно укреплённые высоты Таучик-Баир и Трапеция, которые взять сходу не удалось. Решительный штурм немецких позиций начался 5 мая. Преодолевая хорошо оборудованную в инженерном отношении оборону врага под яростным артиллерийско-миномётным огнём и перекрёстным огнём немецких ДЗОТов, 1-я стрелковая рота 84-го гвардейского полка неуклонно продвигалась вперёд. В какой-то момент из строя выбыл командир взвода, и гвардии старшина Т. И. Грищенко принял командование подразделением на себя. Стремительным броском взвод под руководством старшины Грищенко достиг немецких позиций. Тимофей Иванович первым ворвался в немецкие траншеи. В ходе ожесточённой рукопашной схватки он «личной храбростью воодушевлял бойцов на подвиг и содействовал успеху боя, выполнив боевую задачу взвода». В этом бою взвод выбил противника с занимаемых позиций, уничтожив 13 солдат противника. Закрепившись в траншеях неприятеля, гвардии старшина Грищенко со своими бойцами участвовал в отражении четырёх немецких контратак.
Сломив сопротивление противника, 7 мая 1944 года 84-й гвардейский полк Д. И. Шамуры вышел к Южной бухте Севастополя. 9 мая город был освобождён, а 12 мая остатки 17-й армии вермахта сложили оружие на мысе Херсонес. За доблесть и мужество, проявленные в боях за Севастополь, приказом от 20 мая 1944 года гвардии старшина Т. И. Грищенко был награждён орденом Славы 3-й степени (№ 108094).

### Орден Славы II степени

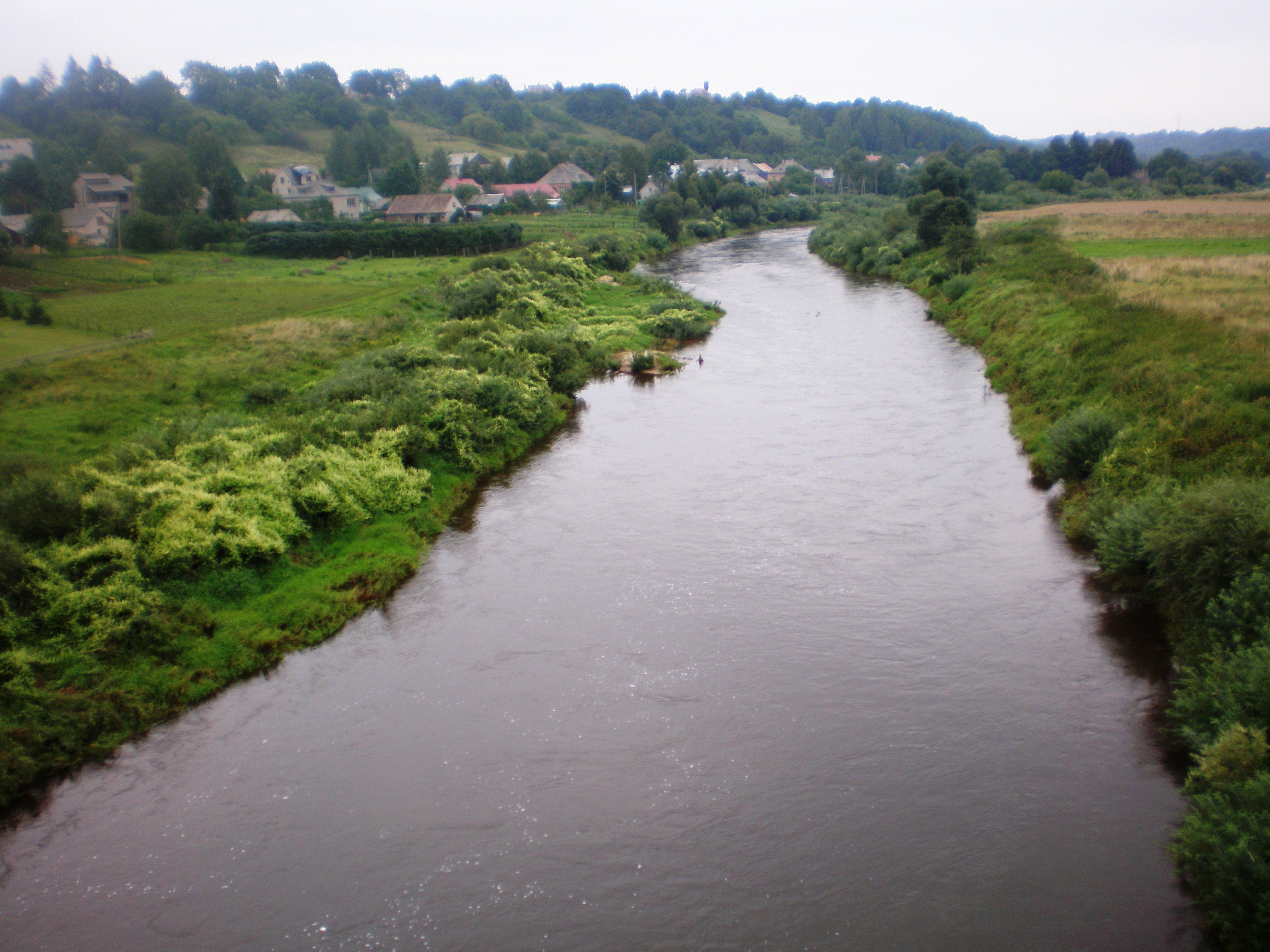
Река Дубиса

В середине июня 1944 года началась переброска 2-й гвардейской армии в Прибалтику. 7 июля она вошла в состав 1-го Прибалтийского фронта. 33-я гвардейская стрелковая дивизия была введена в бой 15 июля и развила стремительное наступление на шяуляйском направлении. 2 августа 84-й гвардейский стрелковый полк форсировал реку Дубису юго-западнее Шяуляя, и заняв деревню Горды (ныне Gardeliai), перерезал шоссе Тильзит—Шяуляй в районе перекрёстка с дорогой Пошавши (ныне Pašiaušė)—Куртовяны (ныне Kurtuvėnai). Немцы, стремясь остановить продвижение советских войск к границам Восточной Пруссии и деблокировать оттеснённую в Курляндию группу армий «Север», перебросил в Прибалтику крупные резервы. 18 августа до двадцати танков противника при поддержке двух батальонов мотопехоты попытались прорваться к Шяуляю на участке обороны полка. Ожесточённый бой завязался в районе высоты 134,6, где оборону держала 1-я стрелковая рота. В разгар боя из строя выбыл командир взвода гвардии младший лейтенант Улитин, и командование подразделением принял помощник командира взвода гвардии старшина Т. И. Грищенко. В течение дня взвод под руководством Тимофея Ивановича отразил четыре яростные контратаки превосходивших по численности немцев, уничтожив при этом более двадцати вражеских солдат и подавив две пулемётные точки. С удержанного на правом берегу Дубисы плацдарма в октябре 1944 года 33-я гвардейская стрелковая дивизия развила успешное наступление в рамках Мемельской операции, в ходе которой её подразделения вышли к границе Восточной Пруссии и закрепились на севером берегу реки Неман. За мужество, отвагу и личную инициативу, проявленные в бою у местечка Горды, приказом от 30 октября 1944 года Тимофей Иванович был награждён орденом Славы 2-й степени (№ 9471).

### Орден Славы I степени

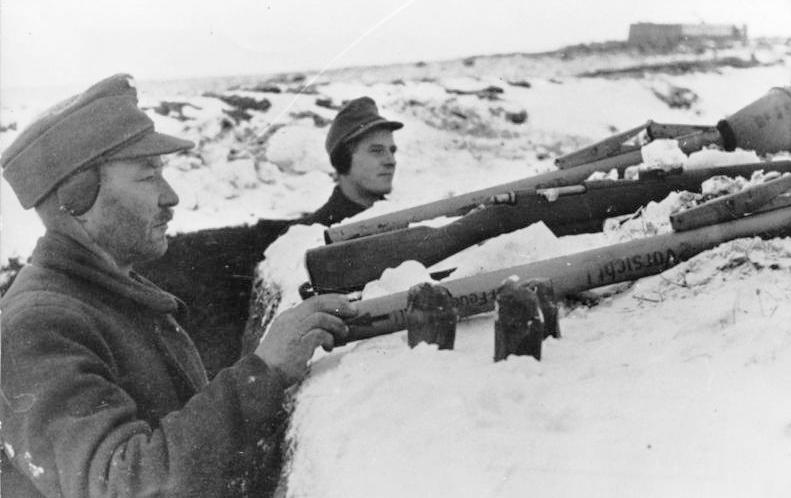
Бойцы фольксштурма на подступах к Кёнигсбергу

До середины декабря 1944 года 33-я гвардейская стрелковая дивизия вела боевые действия в составе 1-го Прибалтийского фронта. К концу года она была переброшена на 3-й Белорусский фронт и в январе 1945 года в составе 39-й армии вела наступление в Восточной Пруссии. В ходе Инстербургско-Кёнигсбергской операции части дивизии гвардии полковника Н. И. Краснова прорвали несколько сильно укреплённых оборонительных позиций немцев и к концу января вышли на ближние подступы к Кёнигсбергу. Операция формально завершилась 27 января, но желание командования сходу взять столицу Восточной Пруссии было слишком велико, и 28 января части 39-й армии и 1-го танкового корпуса были брошены на штурм последней оборонительной линии противника, прикрывавшей подходы к городу с севера, на участке Трутенау—Зидлунг. Прорвав оборону немцев в районе высоты 47,3, гвардейский полк подполковника В. М. Дацко вышел на окраину населённого пункта Трутенау. Во время атаки позиций неприятеля был тяжело ранен командир 1-го взвода 1-й стрелковой роты гвардии младший лейтенант Д. И. Процкий, и помощник командира взвода 2-й стрелковой роты гвардии старшина Т. И. Грищенко принял командование его бойцами на себя. Проявив инициативу, он умелым обходным манёвром ворвался в первую линию вражеских траншей и стремительным натиском выбил оттуда немцев. Организовав преследование врага, он не дал ему возможности закрепиться на втором оборонительном рубеже, но дальнейшее продвижение взвода было остановлено шквальным пулемётным огнём. Опытный младший командир сумел эффективно организовать взаимодействие с приданными пехоте миномётчиками. Умело использовав всю имевшуюся в его распоряжении огневую мощь, Тимофей Иванович подавил 4 ДЗОТа и 6 пулемётных точек, после чего вновь поднял своих бойцов в атаку. Ворвавшись в третью линию немецких траншей, гвардейцы быстро очистили их от неприятеля, истребив более двадцати военнослужащих вермахта и ещё двенадцать взяв в плен. На следующий день неприятель предпринял контратаку, но взвод под командованием гвардии старшины Грищенко не дрогнул. Обрушив на немцев шквальный ружейно-пулемётный огонь, гвардейцы обратили их в бегство, и преследуя врага, ворвались на его позиции, где захватили в качестве трофеев 2 зенитные пушки, 4 артиллерийских орудия различного калибра и 2 станковых пулемёта. Противник потерял 17 солдат убитыми, но в этом бою был серьёзно ранен и сам Тимофей Иванович.

Могила Т. И. Грищенко на Лукьяновском военном кладбище Киева

6 февраля 1945 года командир 84-го гвардейского стрелкового полка представил гвардии старшину Т. И. Грищенко к ордену Красного Знамени, но решением командующего 39-й армией генерал-лейтенанта И. И. Людникова представление было заменено на орден Славы 1-й степени. Высокая награда Тимофею Ивановичу за номером 382 была присвоена указом Президиума Верховного Совета СССР от 19 апреля 1945 года. Вернуться на фронт Грищенко уже не довелось. День Победы полный кавалер ордена Славы встретил в госпитале.

### После войны
После окончания Великой Отечественной войны Т. И. Грищенко остался в армии. Служил на хозяйственных должностях в частях Ленинградского и Прибалтийского военных округов. В 1951 году окончил годичные офицерские курсы при 4-й окружной интендантской школе ПрибВО, а 1954 году — 10 классов школы рабочей молодёжи. С 1969 года капитан интендантской службы Т. И. Грищенко в запасе, затем — в отставке. После увольнения из армии Тимофей Иванович жил в городе Киеве. Умер 7 апреля 1978 года. Похоронен в столице Украины на Лукьяновском военном кладбище.

## Награды
- Орден Красной Звезды (1954)[1][4];
- орден Славы 1-й степени (19.04.1945)[9];
- орден Славы 2-й степени (30.10.1944)[7];
- орден Славы 3-й степени (20.05.1944)[6];
- медали, в том числе:
  - медаль «За боевые заслуги» (1949)[4];
  - медаль «За победу над Германией в Великой Отечественной войне 1941-1945 гг.»;
  - медаль «За оборону Сталинграда» (1943)[8].

## Документы
- Общедоступный электронный банк документов «Подвиг Народа в Великой Отечественной войне 1941—1945 гг.» Дата обращения: 26 июня 2014. Архивировано из оригинала 13 марта 2012 года. Номера в базе данных:

Указ Президиума Верховного Совета СССР от 19 апреля 1945 года (архивный реквизит 46569673).
Представление к ордену Красного Знамени (архивный реквизит 47048520).
Орден Славы 2-й степени (архивный реквизит 22329364).
Орден Славы 3-й степени (архивный реквизит 31028562).